# Mirror Lake Waterfalls
Die Mirror Lake Waterfalls sind Wasserfälle im Fiordland-Nationalpark auf der Südinsel Neuseelands. Sie liegen nordwestlich der Castle Mount Waterfalls sowie nördlich des Gipfels des 2122 m hohen Castle Mount und münden unweit des kleinen Mirror Lake in den Clinton River. Ihre Fallhöhe beträgt rund 150 Meter.
Die zweite Tagesetappe des Milford Track zwischen der Clinton Hut und der Mintaro Hut führt unweit des Ziels an den Wasserfällen vorbei.